# Jemenski Judje
Jemenski Judje so judovska skupnost, katero sestavljajo priseljeni Judje iz Jemna in njihovi potomci. Skoraj celotna judovska skupnost se je iz Jemna preselila med junijem 1949 in septembrom 1950. 

## Zgodovina
Čas naselitve Judov na območje današnjega Jemna naj bi segal v obdobje kralja Salomona - 10. stoletje pred Kristusom. Legenda govori, da je kralj Salomon v Jemen po zlato in srebro poslal trgovce, s katerima bi okrasili Jeruzalemski tempelj.
Arabski zgodovinar Abu-Alfada je v svojem delu zapisal, da so se Judje na območje južnega dela arabskega polotoka naselili leta 1451 pred našim štetjem. V povezavi s prvo naselitvijo na območje Jemna sicer obstaja več legend.

## Selitev v Izrael
Operacijo selitve, poimenovano Leteča preproga je v tajnosti do konca načrta vodil Izrael. Ozadje masovne selitve 49.000 jemenskih Judov izhaja iz ubojev 82 Judov s strani muslimanskih skrajnežev po razglasitvi neodvisne države Izrael. Danes jih večina (340.000) živi v Izraelu, 40.000 v ZDA, le 400 pa naj bi jih še vedno živelo v Jemnu. 